# Ramón Caamaño Bentín
Ramón Caamaño Bentín (Mugía, 1908 - 2007) fue un fotógrafo español. Comenzó su actividad profesional retratando a sus vecinos para que pudieran enviar las fotos a sus familiares emigrantes en América.

## Infancia y juventud
Nació en Mugía, fue hijo único y cuando tenía pocos meses su padre emigró a Cuba y después a México, dedicándose a la venta de encajes que elaboraban en la casa familiar. Cuando tenía ocho años de edad su padre le envió un proyector de cine y alguna película, con el organizaba proyecciones para los jóvenes de Mugía, a quienes les cobraba la entrada en alfileres que luego vendía a las palilleras. Aunque en un principio quería ser electricista compró a su primera máquina fotográfica con dieciséis años, se trataba de una máquina de cajón con foco fijo.
A partir del año 1925 comenzó a fotografiar su entorno: marineros, campesinos, paisajes, ocasos y romerías. Dos años más tarde, en 1927 se compró una máquina Pathe Baby para proyectar cine, y comenzó a distribuir películas por la Costa de la Muerte. En los inviernos de los años 1929, 1930 y 1931 fue a Santiago de Compostela a trabajar con el fotógrafo Ksado con quien aprendió la técnica para colorear fotos con ácidos y otros aspectos técnicos. 
En el año 1932 conoció en Puerto del Son a Tereixa Louro con la que casó en 1937. Ese año fue a vivir a Cee donde montó un estudio fotográfico y comenzó a realizar retratos. En 1938 es movilizado con el motivo de la guerra civil española y destinado al frente de Aragón, donde estuvo con su cámara West Pocket. Sus fotos de guerra pueden considerarse como el primer ejemplo de fotoperiodismo gallego.

## Fotografía popular y retratos
Al terminar la guerra continuó trabajando en su estudio de Cee pero amplió su actividad fotográfica a toda la comarca de Finisterre aunque en mayor medida a Corcubión y Mugía. En 1975 se retiró de la vida profesional y de la fotografía, aunque mantuvo un pequeño museo personal en su casa hasta su fallecimiento en 2007, fue enterrado en el camposanto de Santa María en Mugía.
En sus fotografías emplea fundamentalmente el blanco y negro y el tema que le ha hecho más conocido son los retratos. Es un ejemplo de fotógrafo de aldea que vivían de realizar fotografías por encargo a labradores y marineros que trataban a través de ellas de mantener el vínculo con los familiares emigrados. También tiene series de fotografías de difuntos a los que retrataba a petición de sus familiares. Casi todos sus retratos los realizaba en el estudio sobre decorados ficticios de tela, aunque también los hacía en las propias aldeas utilizando telas que colocaba como fondos en escenarios naturales. El contraste entre esos decorados y el realismo y austeridad de las fotografías originaba casi siempre retratos formales y hieráticos, característicos en este género fotográfico en esta época.
Otro de sus temas preferidos fueron las romerías, en especial la de la Virgen de la Barca en Mugía.
Su archivo fotográfico está formado por más de 6.000 copias fotográficas y cerca de 20.000 clichés.

## Exposiciones
- 1989: Monográfica y antológica de su obra. Centro Cultural [Caixavigo] (Vigo), con itinerancia en diferentes villas gallegas.
- 2005: Retratos de la Costa da Morte, de Ramón Caamaño. Centro Cultural Caixanova (Vigo). En ella se juntan diversos retratos realizados entre 1928 y 1948